# José Juan Díaz Trillo
José Juan Díaz Trillo, né le 24 avril 1958, est un homme politique espagnol membre du Parti socialiste ouvrier espagnol (PSOE).
Il est élu député de la circonscription de Huelva lors des élections générales de décembre 2015.

## Biographie

### Vie privée
Il est marié et père de trois filles.

### Études et profession
Il réalise ses études à l'université de Séville où il obtient sa licence de philologie hispanique en 1981. Il poursuit des études en littérature hispano-américaine à l'université de Princeton. Professeur agrégé de langue et de littérature, il a exercé comme coordonnateur des publications éducatives à la délégation de l'Éducation et de la Science. 
Écrivain, il a publié différents ouvrages de poésies dont certains ont été traduits en plusieurs langues.

### Porte-parole socialiste à Huelva
Il est directeur général du patronat du Cinquième centenaire de Huelva entre 1991 et 1992. Adhérant au PSOE en 1994, il a été président de la fondation Alfonso Perales. En 1996, il est nommé délégué à la Culture et à l'Éducation de la Junte d'Andalousie dans la province de Huelva par les conseillers Carmen Calvo et Manuel Pezzi. Le 21 juin 1998, il est investi par le PSOE pour conduire la liste socialiste lors des élections municipales de juin 1999 à Huelva après l'éviction de son concurrent Damián Vidal. L'une de ses mesures phares est de réduire les indemnités du maire qui ont été augmentées par le conservateur Pedro Rodríguez González jusqu'à atteindre celles d'un ministre. Subissant une sévère défaite, il est placé porte-parole du groupe socialiste municipal. De nouveau candidat lors des élections municipales de mai 2003, il ne parvient pas à reprendre au Parti populaire la mairie de la capitale de province et conserve ses attributions de porte-parole. Élu secrétaire général du PSOE municipal, il se retire lors du scrutin local de mars 2007 au profit de Manuela Parralo, vice-présidente de la députation provinciale de Huelva, dans le but de remporter la victoire après trois défaites concédées face au PP,.

### Conseiller du gouvernement andalou
Il est investi en sixième position sur la liste conduite par Cinta Castillo et Mario Jiménez à l'occasion des élections régionales de mars 2008 dans la circonscription autonomique de Huelva. Élu au Parlement d'Andalousie, il est porte-parole à la commission de la Culture et vice-président la commission de l'Environnement. Par un décret pris le 22 mars 2010 par le président de la Junte José Antonio Griñán, il est nommé conseiller à l'Environnement du conseil de gouvernement d'Andalousie. Il remplace alors Cinta Castillo et reste en poste jusqu'en mai 2012, date de l'accession au pouvoir de Susana Díaz.
Remonté à la quatrième place de la liste lors du scrutin régional de mars 2012, il est aisément réélu député. D'abord président de la commission de la Culture et du Sport jusqu'en septembre 2013, il devient porte-parole à la commission de l'Économie, de l'Innovation, de la Science et de l'Emploi jusqu'à la fin de la mandature en mars 2015.

### Député au Congrès
En septembre 2015, il est investi tête de liste du parti dans la circonscription de Huelva à l'occasion des élections générales de décembre suivant. Remportant deux sièges, il est élu au Congrès des députés aux côtés de Josefa González. Siégeant à la commission de l'Agriculture, de l'Alimentation et de l'Environnement, il est président de la commission pour l'Étude du changement climatique et porte-parole de la commission de la Culture. Il conserve son siège au palais des Cortes après la tenue du scrutin anticipé de juin 2016. Il conserve alors la présidence de la commission d'étude mais se voit adjoint les fonctions de porte-parole adjoint à la commission de l'Éducation et du Sport.